# Буланый жулан
Буланый жулан или рыжехвостый жулан (лат. Lanius isabellinus) — маленькая птица из семейства сорокопутовых (не путать с Lanius phoenicuroides, которого также называют рыжехвостый жулан).

## Описание
Буланый жулан достигает длины 17,5 см. Самцы весят от 30 до 38 г, самки весят от 31 до 33 г. Оперение - песочного (изабеллинового) цвета. 

## Распространение
Область распространения рыжехвостого жулана простирается от Казахстана и Ирана вплоть до севера Китая и Монголии. Жизненное пространство — степные и пустынные зоны Центральной о восточной Палеарктики. Номинативная форма Lanius isabellinus isabellinus встречается от Алтайских гор России вплоть до севера Китая и Монголии. Подвид L. i. phoenicuroides, который ныне часто рассматривается как отдельный вид, населяет регион Ирана, Туркменистана, Афганистана и запада Пакистана, Узбекистана вплоть до юга Казахстана. Подвид L. i. arenarius имеет меньшего размера ареал, расположенный между ареалами номинативной формы и подвида L. i. phoenicuroides.
Рыжехвостый жулан гнездится в степных, пустынных и горных биотопах вплоть до высоты 3 500 м над уровнем моря. При этом он предпочитает заросли гребенщика и ив по берегам рек, группы кустарников в сухой степи, а также заросли саксаула в пустынях и оазисы.

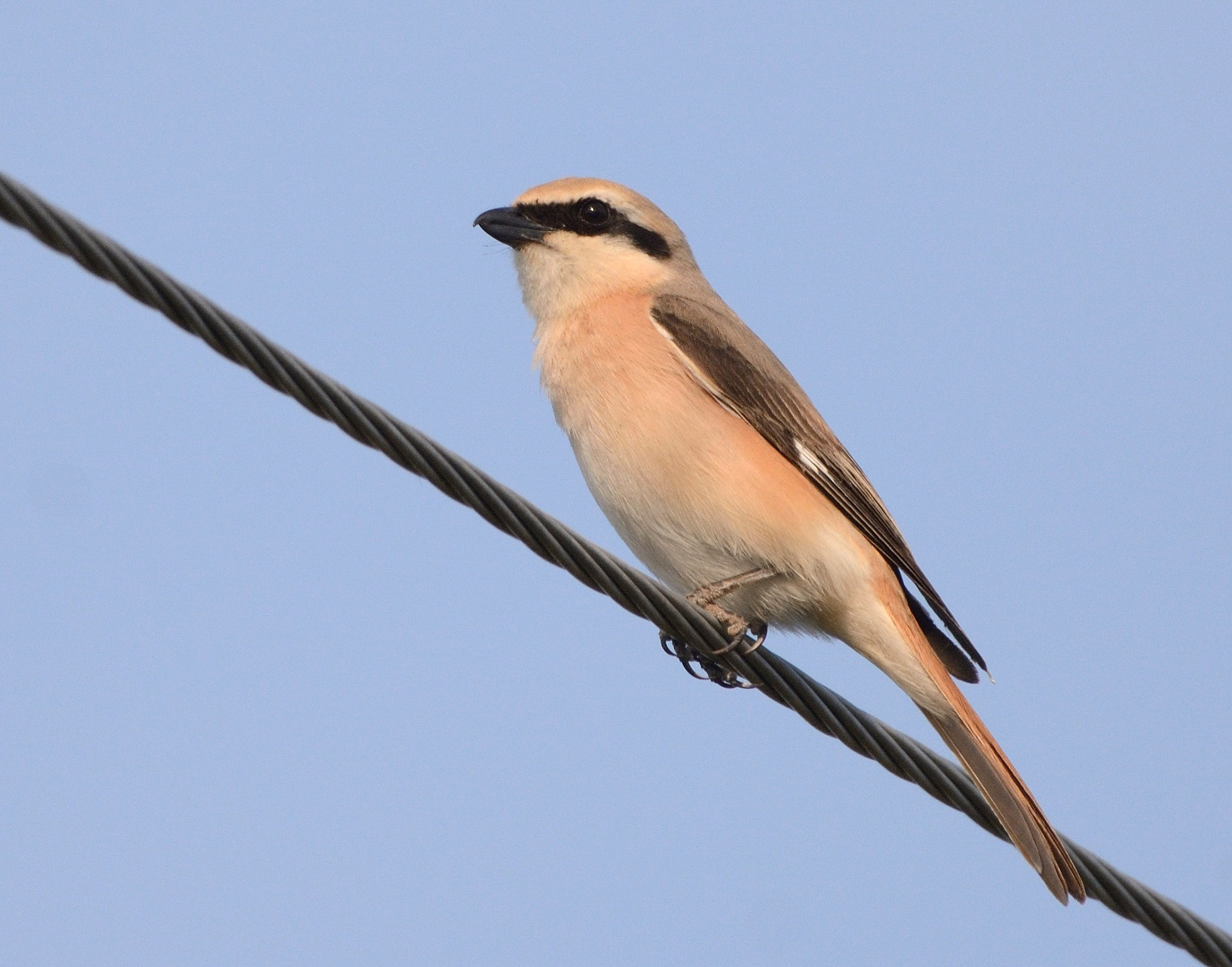
Буланый жулан, взрослый самец. Россия, республика Тыва, озеро Чагытай

Регионы зимовки расположены на востоке Африки, в Ираке и на северо-западе Индии. В период миграции предпочитает открытые местности, а также степи, травянистые саванны и иногда также высокогорные массивы.

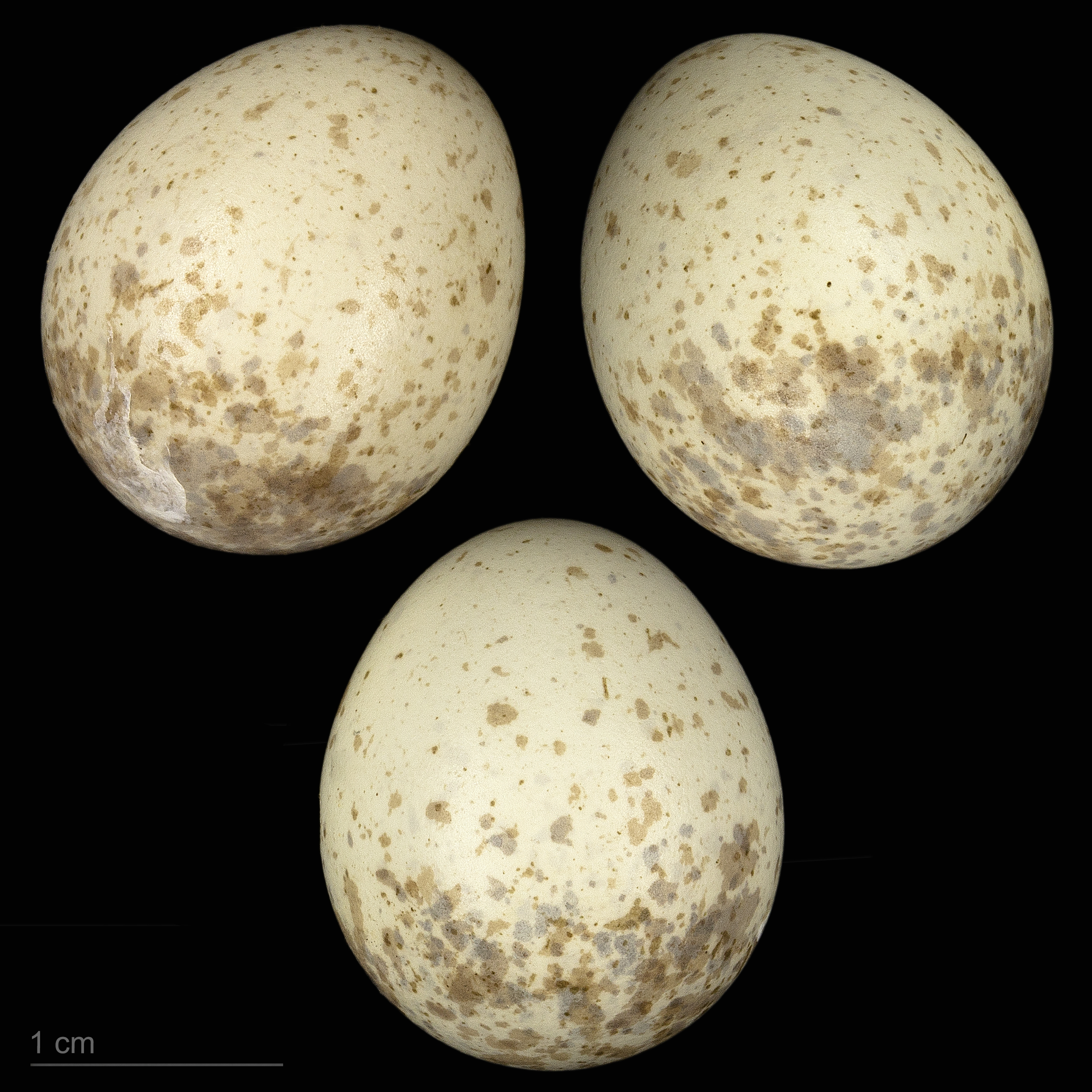
яйцо Lanius isabellinus phoenicuroides - Тулузский музеум